# Sicyos angulatus
La zucca matta, zucca spinosa o sicio  (Sicyos angulatus L., 1753) è una specie di pianta della famiglia delle Cucurbitaceae, originaria del Nord America.

## Descrizione

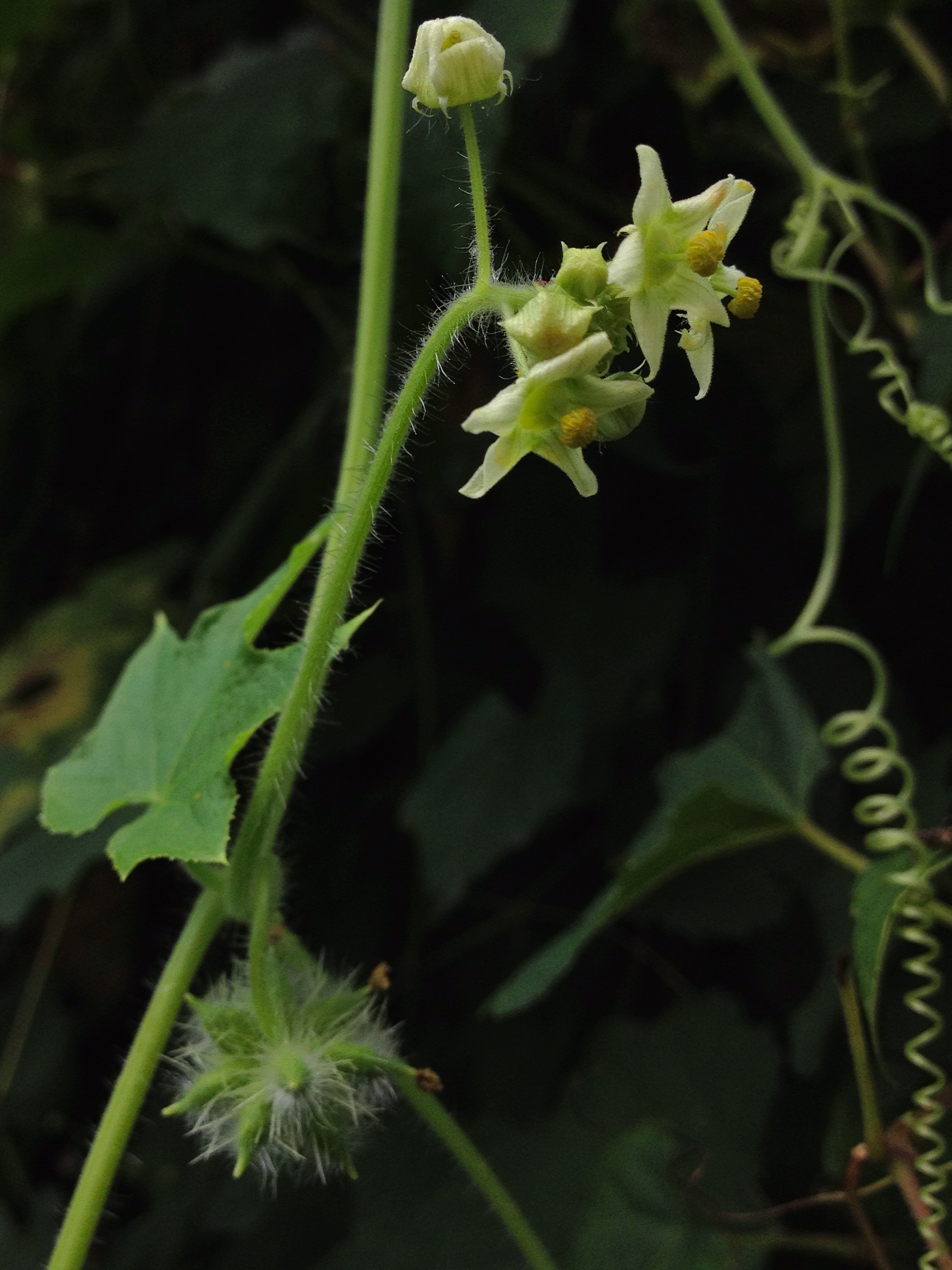
Fiori e viticci

È una pianta annuale erbacea, rampicante. Possiede dei fusti lianosi mediamente lunghi a maturità tra i 2 e i 5 metri, ma che quando la pianta si trova in condizioni ambientali ottimali possono anche diventare più lunghi. Grazie a cirri ramosi questi possono aggrapparsi ad altre piante o sostegni di diverso tipo. Le foglie sono lobate ed ispide, di aspetto cuoriforme, e possono arrivare ai 7 cm di lunghezza. Si tratta di una pianta monoica, ovvero con fiori maschili e femminili distinti ma compresenti sullo stesso individuo. I fiori maschili sono riuniti in racemi, quelli femminili in capolini con pochi fiori; la loro corolla è giallastra ma poco significativa.
I frutti sono acheni di forma ovoidale e compressa, lunghi tra 1 e 1,5 cm. Di colore giallastro, la loro consistenza è coriacea e contengono un singolo seme marrone; all'esterno sono ricoperti di peli rigidi e piuttosto sottili. Tendono ad aggregarsi in infruttescenze da 3-20 acheni.

### Ciclo biologico

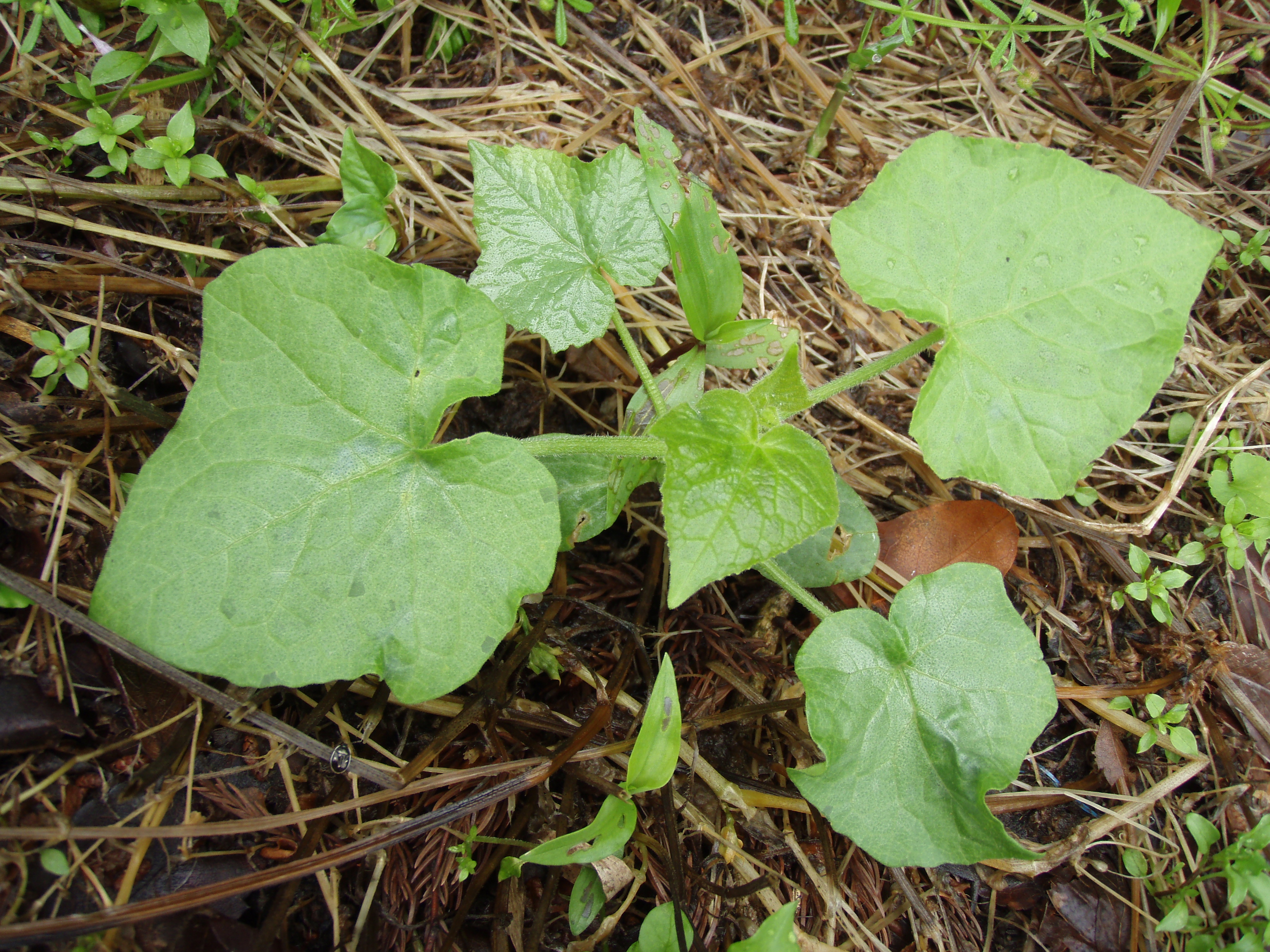
Una giovane pianta di sicio

Sicyos angulatus è una pianta annuale e si riproduce solo per seme. Fiorisce tra la fine dell'estate e la prima metà dell'autunno, e dopo la disseminazione muore. Il ciclo riprende la primavera seguente, con le germinazione dei semi che avviene in modo scalare e viene favorita dalla pioggia. In condizioni di alte temperature e forte umidità del suolo la crescita della parte aerea può essere rapidissima, e sono stati segnalati allungamenti del fusto di anche due metri in tre settimane.

## Distribuzione e habitat
S. angulatus è una specie originaria di Ontario e Québec (Canada), e della zona sud-orientale degli USA. Cresce di preferenza in terreni fertili e molto umidi, come per esempio pianure alluvionali, prati umidi, rive di fiumi e laghi, fossi e bordure dei campi coltivati. Apprezza suoli disturbati da varie cause di movimento terra.

## Specie invasiva

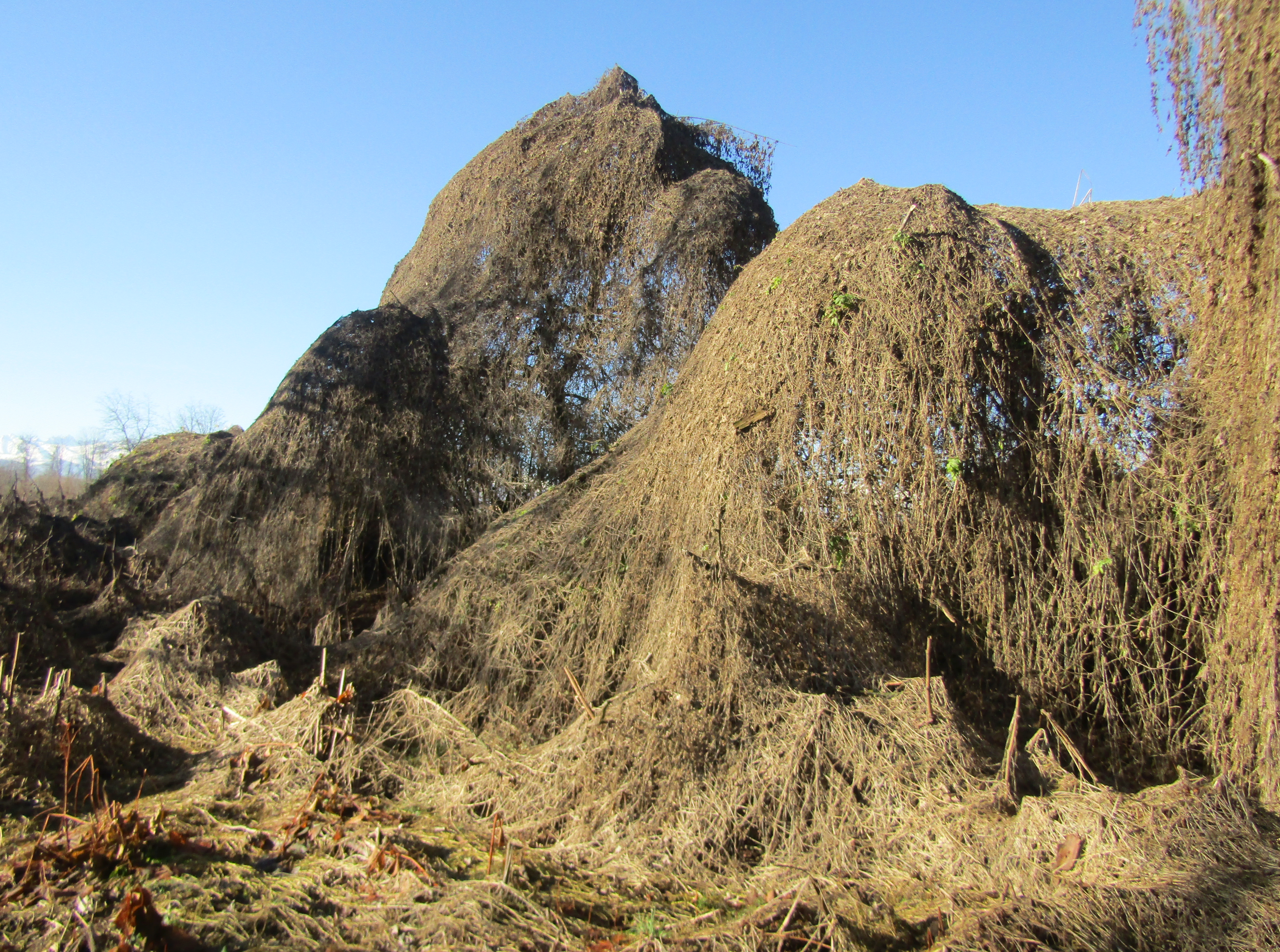
Infestazione di zucca matta sulle rive del Po

In Europa la zucca matta venne introdotta nel XVIII secolo a scopo ornamentale, con le prime notizie di una sua naturalizzazione in Germania che risalgono al 1835. In Italia sarebbe divenuta spontanea in Trentino fino dal 1853.  Viene considerata una specie aliena, e risulta difficile da controllare perché anche dopo la distruzione delle parti aeree i semi permangono capaci di germinare nel terreno per almeno tre anni. Le infestazioni a volte sono impressionanti e ricoprono la vegetazione arborea preesistente di cortine dense e pesanti. La specie tende a diffondersi lungo i fiumi sia perché utilizza l'acqua come mezzo di disseminazione sia perché sulle loro sponde trova le condizioni ecologiche ideali per la sua crescita. progressivamente la sua diffusione sta inoltre allargandosi anche al di là delle sponde di fiumi e laghi divenendo parte della vegetazione infestante delle colture e di quella che si sviluppa ai margini delle strade.

## Utilizzi
Il fogliame di Sicyos angulatus può essere cotto e mangiato come verdura da foglia, e anche i frutti sono commestibili, ma date le loro piccole dimensioni non sono di grande importanza alimentare. Un decotto della pianta veniva un tempo utilizzato come cura per le malattie veneree.